# Панаевы
Панаевы — русский дворянский род.
Происходит, по семейным преданиям, от новгородцев Паналимоновых, переселённых Иоанном Грозным в восточную Россию. Ближайшим родоначальником Панаевых был Иван Андреевич Панаев (умер в 1796 г.) — воевода в Туринске и председатель верхнего надворного суда Тобольского наместничества. Внук его Владимир Иванович и правнук Иван Иванович — писатели.
Род Панаевых внесён в III часть родословных книг Казанской, Санкт-Петербургской и Новгородской губерний.

## Описание герба
Щит пересечен. В первой, лазоревой части, золотая свирель. Во второй, серебряной части, чёрный бегущий соболь с червлеными глазами и языком.
Щит увенчан дворянскими шлемом и короною. Нашлемник: три серебряных страусовых пера. Намет: справа — лазоревый, с золотом, слева — чёрный, с серебром. Герб полковника Николая Панаева внесен в Часть 11 Общего гербовника дворянских родов Всероссийской империи, стр. 107.

## Известные представители
- Иван Иванович (1752/1753 — 1796) + Надежда Васильевна Страхова
  - Владимир Иванович (1792—1859) — поэт и чиновник
  - Александр Иванович — полковник в отставке
    - Аркадий Александрович (1821—1889) — полковник
      - Борис Аркадьевич (1878—1914) — ротмистр
      - Гурий Аркадьевич (1880—1914) — штабс-ротмистр
      - Лев Аркадьевич (1882—1915) — ротмистр
      -  Платон Аркадьевич (1884—1918) — старший лейтенант флота

    - Ипполит Александрович (1822—1901) — инженер путей сообщения, строитель Николаевской железной дороги, сотрудник журнала «Современник»
      - Ольга

    - Валерьян Александрович (1824—1899) — инженер путей сообщения, строитель Николаевской железной дороги, создатель Панаевского театра
      - Александра Валерьяновна (по мужу Карцова (Карцева); сценический псевдоним Сандра) (1853—1941) — оперная певица (сопрано).

  - Иван Иванович — поручик. Жена — М. Л. Панаева, урожденная Хулдубашева.
    - Иван Иванович-мл. (1812—1862) — писатель, литературный критик, журналист. Жена — Авдотья Яковлевна (1820—1893) — писательница.